# Henri IV de Grandpré
Henri IV de Grandpré né vers 1190 et mort en 1229 est comte de Grandpré. Il est le fils de Henri III de Grandpré, comte de Grandpré, et de sa première épouse Mélisende de Coucy.

## Biographie
À la mort de son père Henri III de Grandpré en 1211 à Carcassonne durant la croisade des albigeois, il lui succède en tant que comte de Grandpré tandis que son frère puîné Jacques de Grandpré devient seigneur de Hans et que Geoffroy de Grandpré effectue une carrière ecclésiastique où il devient évêque de Châlons en 1237.
En 1212, il concourt avec les plus grands seigneurs champenois à l'ordonnance de Champagne sur le règlement de succession des fiefs entre filles et sur les duels.
En 1214, il est cité parmi les nombreux chevaliers bannerets provenant de Champagne et présent dans l'ost de Philippe Auguste lors de la bataille de Bouvines,.
En 1216, il fait hommage au comte de Champagne pour ses châtellenies de Grandpré, Buzancy, Cernay, Autry, Saint-Jean-sur-Tourbe ainsi que pour tout ce que le seigneur de Cornay tient de lui.
En 1217, à la mort de son beau-père Guillaume V de Garlande, les possessions de ce dernier sont partagées entre ses trois gendres et Henri IV hérite de Livry.
Lors de la guerre de Succession de Champagne, il fait partie des soutiens de la comtesse-régente Blanche de Navarre et de son fils Thibaut IV face aux prétentions d'Érard de Brienne et de son épouse Philippa de Champagne.
Henri IV meurt 1229 et c'est son fils aîné Henri V qui lui succède dans ses titres et fonctions.

## Mariage et enfants
En 1213, il épouse Marie de Garlande, fille de Guillaume V de Garlande, seigneur de Livry, et de son épouse Adèle de Châtillon, avec qui il a trois enfants, :
- Henri V de Grandpré, qui succède à son père comme comte de Grandpré ;
- Jean de Grandpré, cité dans une charte avec son père en faveur de l'abbaye de Clairmarais ;
- Alix de Grandpré, première épouse de Jean de Joinville, seigneur de Joinville et sénéchal de Champagne, avec qui elle a deux enfants. Morte en 1290, elle est inhumée dans l'abbaye de Benoîtevaux[6].

Devenue veuve, Marie de Garlande épouse en 1230 en secondes noces Geoffroy de Joinville, seigneur de Montclair, mais n'a pas de postérité avec lui. Divorcée en 1232, elle épouse en troisièmes noces avant 1235 Anséric VII, seigneur de Montréal, avec qui elle a d'autres enfants.